# Mathias Gerusel
Mathias Gerusel (ur. 5 lutego 1938) – niemiecki szachista, mistrz międzynarodowy od 1968 roku.

## Kariera szachowa
W 1955 r. zdobył tytuł mistrza Republiki Federalnej Niemiec juniorów do 20 lat. W 1957 r. odniósł największy sukces w karierze, zdobywając w Toronto srebrny medal mistrzostw świata juniorów do 20 lat. W latach 60. i 70. należał do czołówki szachistów RFN, kilkukrotnie uczestnicząc w finałach indywidualnych mistrzostw kraju (najlepsze wyniki: Völklingen 1970 – dz. III-V m., Bad Pyrmont 1976 – dz. II-V m. oraz Bad Aibling 1965 – IV m.). W 1977 r. wystąpił w reprezentacji RFN na drużynowych mistrzostwach Europy, rozegranych w Moskwie. Wielokrotnie występował w międzypaństwowych meczach, w latach 1963, 1967 i 1969 r. trzykrotnie zdobywając komplet punktów przeciwko szachistom holenderskim.
Odniósł kilka sukcesów w turniejach międzynarodowych, m.in. zajął III m. w Büsum (1969, memoriał Adolfa Anderssena, za Bentem Larsenem i Lwem Poługajewskim, przed m.in. Zvetozarem Gligoriciem i Borislavem Ivkovem) oraz podzielił IV-V m. w Wijk aan Zee (1973, turniej B, za Theodorem Ghițescu, Miguelem Quinterosem i Hansem-Joachimem Hechtem, wspólnie z Gyulą Saxem).
Najwyższy ranking w karierze osiągnął 1 stycznia 1975 r., z wynikiem 2440 punktów dzielił wówczas 9-11. miejsce wśród szachistów Republiki Federalnej Niemiec.